# Anisopleura subplatystyla
Anisopleura subplatystyla är en trollsländeart som beskrevs av Fraser 1927. Anisopleura subplatystyla ingår i släktet Anisopleura och familjen Euphaeidae. IUCN kategoriserar arten globalt som livskraftig. Inga underarter finns listade i Catalogue of Life.